# Saison 5 des Mystères de l'amour
Chronologie
Saison 4 Saison 6
La cinquième saison des Mystères de l'amour, série télévisée française créée par Jean-François Porry, a été diffusée du 19 octobre 2013 au 26 janvier 2014 sur la chaîne TMC.

## Synopsis de la saison
Tout comme les saisons 3 et 4, ces 26 épisodes ne s'articulent pas autour d'une même intrigue. La saison commence en festivité avec les préparations du mariage d'Hélène et Peter avec le retour de la famille Girard au complet et de Johanna, malheureusement le mariage n'aura pas lieu car il se trouve que Peter est toujours marié avec Audrey McCalister et qu'elle réclame des millions pour signer le divorce de son mariage avec Peter. Nicolas apprendra parallèlement qu'il est père d'un fils de 14 ans, Nicky, fils d'Audrey ce qui mettra à terme sa relation avec Jeanne une bonne fois pour toutes, elle repartira à Love Island en compagnie de Jimmy. Du côté de Chloé, sa relation avec Émilie deviendra plus qu'ambigüe quand cette dernière lui avoue ses sentiments amoureux envers elle, elle prendra de la distance avec elle, pour finir elles se réconcilieront et partiront en vacances en Espagne en amies. Johanna et John se rapprocheront ce qui émettra des tensions entre elle et Laly, le fils de cette dernière la mettra au courant qu'ils ont partagé un baiser et ce sera le clash pendant plusieurs épisodes jusqu'à la fugue du petit Diego ou les deux femmes se réconcilieront, Johanna finira par rentrer au Texas. Parallèlement Nicolas et Audrey vont se rapprocher sérieusement et envisageront même de se mettre en couple mais c'est sans compter sur la jalousie maladive d'Ingrid et qui enlèvera Audrey et l'enverra dans un bordel dans les îles. Bénédicte fera la connaissance de Tom, l'ancien petit ami d'Émilie et sera sous le charme. Après un quiproquos José s'emportera et trompera Bénédicte mais il se rendra compte de son erreur et le couple se reformera, bien que Bénédicte ait couché avec Tom avant son départ pour Boston. Dans un second temps, Diego se rendra compte que son père, Antonio lui manque, Laly fera dont tout pour le retrouver jusqu'à mettre en péril la vie de Jeanne à Love Island. Ce sera finalement Antonio qui viendra vers eux et la famille se retrouvera au grand désespoir de John, malheureusement l'euphorie sera de courte durée, Antonio se verra contraint de retourner en Colombie après un attentat contre lui mis en scène par ses anciennes connaissances. À leur retour de Barcelone, Chloé et Émilie plus proche que jamais, se mettront en couple, Chloé aura beaucoup de mal à assumer leur relation aux yeux de tous, en particulier vis-à-vis d'Hélène en qui elle redoute la réaction, cette dernière le prendra finalement très bien malgré ça, les tensions entre le couple lesbien ne disparaitront pas pour autant. Du côté de Fanny et Christian, leur album est toujours en préparation et Fanny se fera approcher par un producteur de télévision. Dans l'épisode final, Chloé rencontrera Sam et se rendra compte qu'elle n'aime plus Émilie, elle finira par rompre violemment avec elle sous les regards choqués des filles. Après des multiples recherches infructueuses, Nicolas sera perdu plus que jamais sans se douter qu'Ingrid est derrière tout ça. Cette dernière ordonnera à ses hommes d'abattre Audrey après son évasion.

## Distribution

### Acteurs principaux (dans l'ordre d'apparition au générique)
- Hélène Rollès : Hélène Watson
- Patrick Puydebat : Nicolas Vernier
- Serge Gisquière : Peter Watson
- Laure Guibert : Bénédicte Da Silva
- Philippe Vasseur : José Da Silva
- Laly Meignan : Laly Polleï
- Richard Pigois : John Greyson
- Elsa Esnoult : Fanny Greyson
- Sébastien Roch : Christian Roquier
- Marion Huguenin : Chloé Girard
- Lakshan Abenayake : Rudy Ayake
- Macha Polikarpova : Olga Poliarva
- Carole Dechantre : Ingrid Soustal
- Rochelle Redfield : Johanna McCormick
- Ève Peyrieux : Ève Watson
- Tom Schacht : Jimmy Werner
- Isabelle Bouysse : Jeanne Garnier

### Acteurs récurrents
- Valentin Byls : Nicky McAllister
- Camille Goncalves Fernandes : Léa Werner
- Titouan Laporte : Diego de Carvalho
- Claire-Lise Lecerf : Émilie Vargas
- Grégoire Desfond : Tom
- Audrey Moore : Audrey McAllister
- Clément Bernot : Tonio
- Bruno Le Millin : Roger Girard
- Magalie Madison : Annette Lampion
- Théo Phan : Yann Gaubert
- Richard Gallet : Richard
- Marie Beaujeux : Laura
- Alizée Costes : Jennifer
- Patrice Maktav : Pierrot
- Miguel Saez : Antonio de Carvalho
- Sami Alliot : Samuel
- Olivier Bénard : Ricardo
- David Doukhan : Kévin
- Yann Marian
- Vladys Muller : Emma
- Didier Nobletz : Mouloud
- Michaël Paz : Homme de main
- Camille Raymond : Justine Girard
- François Rocquelin : Aristide Lenormand
- Jean-Marie Rollin : Antoine
- Joaquim Tivoukou : Stephen
- Ian Turiak : Le type louche
- Patrick Vincent : Juan
- Tristan Chapelais : Henri de Wurstenstein
- Bruno Garcia : Marc Deschamps
- Émilie Hantz : Paola
- Tadrina Hocking : Alexia
- Clément Koch : Don Fernando
- Camille Lavabre : Esthéticienne
- Guillermo Ortegas : Client
- Olivier Peissel
- Michel Robbe : Jean-Paul Lambert
- Alain Roulleau : Bernard Baudouin
- Oudesh Rughooputh : Solo
- Claude Sese : Docteur Nicolas
- Quentin Thebault : Interne
- Yannick Vabre
- Séverine Vasselin
- Frédéric Venant : Serveur

## Liste des épisodes
1. Bruits de noce
2. Des unions
3. Oubli
4. Un lourd secret
5. Départs
6. Coups de folies
7. Le test
8. L'homme et l'enfant
9. Tentations
10. Tromperies
11. Bouleversements
12. Nouvelle vie
13. Jeux d'enfants
14. Décisions
15. Interrogations
16. Recherches
17. Enquêtes
18. Au bord des gouffres
19. Les mystères de Noël
20. Un si Joyeux Noël
21. Père espère
22. Prises de risques
23. Bonne année !
24. Fête des rois... et puis Fanny
25. Un coup de maître
26. La fin d'une histoire